# Snaz
Snaz – podwójny album koncertowy szkockiej grupy rockowej Nazareth, wydany w 1981 roku.

## Lista utworów

### Dysk pierwszy
1. Telegram: On Your Way/So You Want To Be A Rock 'N Roll Star/Sound Check
2. Razamanaz
3. I Want To Do Everything For You
4. This Flight Tonight
5. Beggars’s Day
6. Every Young Man’s Dream
7. Heart’s Grown Cold
8. Java Blues
9. Cocaine
10. Big Boy

### Dysk drugi
1. Holiday
2. Dressed To Kill
3. Hair Of The Dog
4. Expect No Mercy
5. Shapes of Things
6. Let Me Be Your Leader
7. Love Hurts
8. Tush (Billy Gibbons/Frank Beard/Dusty Hill)
9. Juicy Lucy (Studio Track)
10. Morning Dew (1981 Studio Version)

## Twórcy
- Dan McCafferty – wokal
- Darrell Sweet – perkusja
- Pete Agnew – bas, gitara, pianino
- Billy Rankin – gitara
- Manny Charlton – gitara
- John Locke – keyboard